# أندرونيكوس من حوروس

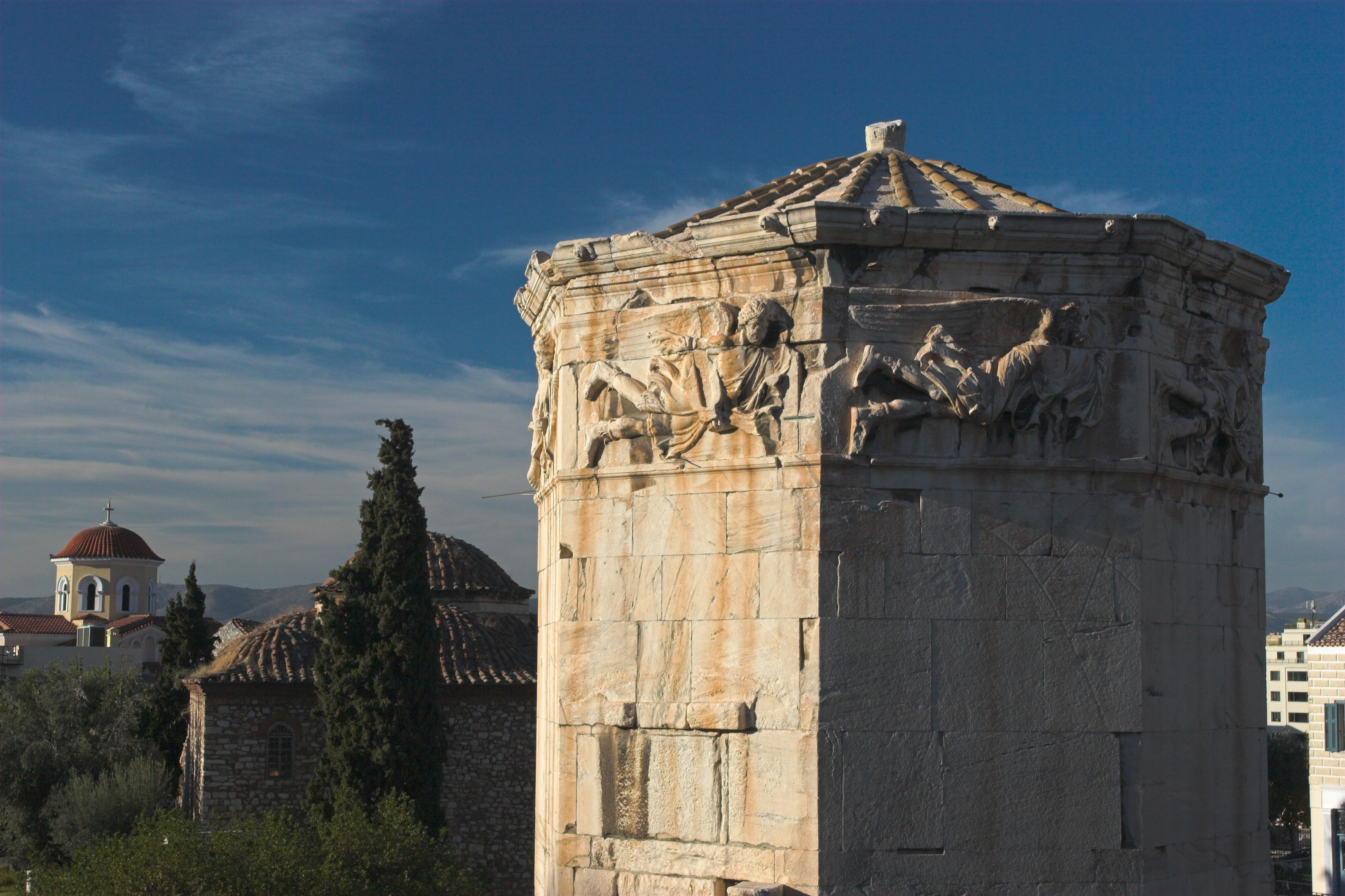
برج الرياح

أندرونيكوس من حوروس هو فلكي يوناني عاش في القرن الأول قبل الميلاد.
بني أندرونيكوس برجًا لقياس الوقت في أثينا، والذي سمّي باسم برج الرياح الذي ما زال باقيًا إلى الآن. البرج ثماني الأضلاع، منحوت على أضلعه رسوم تمثّل الثمان رياحات الأساسية. قديمًا، كان هناك تمثال من البرونز لترايتون على القمة، وهو يحمل قضيبًا في يده، ويدور بحسب بفعل الريح، ليشير إلى الربع الذي تهب منه الرياح.